# 2000-es Formula–1 olasz nagydíj
A 2000-es Formula–1 világbajnokság tizennegyedik futama az olasz nagydíj volt.

## Futam
|    | Rsz. | Versenyző             | Csapat             | Körök | Idő/Kiesések | Start | Pontok |
| -- | ---- | --------------------- | ------------------ | ----- | ------------ | ----- | ------ |
| 1  | 3    | Michael Schumacher    | Ferrari            | 53    | 1:27:31.638  | 1     | 10     |
| 2  | 1    | Mika Häkkinen         | McLaren-Mercedes   | 53    | +3.810       | 3     | 6      |
| 3  | 9    | Ralf Schumacher       | Williams-BMW       | 53    | +52.432      | 7     | 4      |
| 4  | 19   | Jos Verstappen        | Arrows-Supertec    | 53    | +59.938      | 11    | 3      |
| 5  | 12   | Alexander Wurz        | Benetton-Playlife  | 53    | +1:07.426    | 13    | 2      |
| 6  | 23   | Ricardo Zonta         | BAR-Honda          | 53    | +1:09.293    | 17    | 1      |
| 7  | 17   | Mika Salo             | Sauber-Petronas    | 52    | +1 Kör       | 15    |        |
| 8  | 16   | Pedro Diniz           | Sauber-Petronas    | 52    | +1 Kör       | 16    |        |
| 9  | 20   | Marc Gené             | Minardi-Fondmetal  | 52    | +1 Kör       | 21    |        |
| 10 | 21   | Gastón Mazzacane      | Minardi-Fondmetal  | 52    | +1 Kör       | 22    |        |
| 11 | 11   | Giancarlo Fisichella  | Benetton-Playlife  | 52    | +1 Kör       | 9     |        |
| 12 | 14   | Jean Alesi            | Prost-Peugeot      | 51    | +2 Kör       | 19    |        |
| Ki | 15   | Nick Heidfeld         | Prost-Peugeot      | 15    | Kicsúszás    | 20    |        |
| Ki | 22   | Jacques Villeneuve    | BAR-Honda          | 14    | Elektronika  | 4     |        |
| Ki | 10   | Jenson Button         | Williams-BMW       | 10    | Kicsúszás    | 12    |        |
| Ki | 8    | Johnny Herbert        | Jaguar-Cosworth    | 1     | Kicsúszás    | 18    |        |
| Ki | 4    | Rubens Barrichello    | Ferrari            | 0     | Baleset      | 2     |        |
| Ki | 2    | David Coulthard       | McLaren-Mercedes   | 0     | Baleset      | 5     |        |
| Ki | 6    | Jarno Trulli          | Jordan-Mugen-Honda | 0     | Baleset      | 6     |        |
| Ki | 5    | Heinz-Harald Frentzen | Jordan-Mugen-Honda | 0     | Baleset      | 8     |        |
| Ki | 18   | Pedro de la Rosa      | Arrows-Supertec    | 0     | Baleset      | 10    |        |
| Ki | 7    | Eddie Irvine          | Jaguar-Cosworth    | 0     | Kicsúszás    | 14    |        |

## A világbajnokság élmezőnyének állása a verseny után
| H  | Versenyzők         | Pont | H  | Konstruktőrök      | Pont |
| -- | ------------------ | ---- | -- | ------------------ | ---- |
| 1. | Mika Häkkinen      | 80   | 1. | McLaren-Mercedes   | 131  |
| 2. | Michael Schumacher | 78   | 2. | Ferrari            | 127  |
| 3. | David Coulthard    | 61   | 3. | Williams-BMW       | 34   |
| 4. | Rubens Barrichello | 49   | 4. | Benetton-Playlife  | 21   |
| 5. | Ralf Schumacher    | 24   | 5. | Jordan-Mugen-Honda | 13   |

- Megjegyzés: A McLaren csapat nem kapta meg azt a 10 pontot, amit Häkkinen szerzett az osztrák nagydíjon, mert a finn autójának az adatrögzítőjéről hiányzott az egyik plomba.

## Statisztikák
Vezető helyen:
- Michael Schumacher: 50 (1-39 / 43-53)
- Mika Häkkinen: 3 (40-42)

Michael Schumacher 41. győzelme, 29. pole-pozíciója, Mika Häkkinen 20. leggyorsabb köre.
- Ferrari 132. győzelme.